# Мёрдок, Кит
Сэр Кит А́ртур Ме́рдок (англ. Sir Keith Arthur Murdoch; 12 августа 1885, Мельбурн — 4 октября 1952, Лангуарин) — австралийский журналист, отец предпринимателя Руперта Мёрдока и основатель компании «Ньюс корпорейшен».

## Биография
Родился в Мельбурне в семье Энни (урождённая Браун) и преподобного Патрика Джона Мёрдока, которые поженились в 1882 году и эмигрировали из Крудена, Шотландия, в колонию Виктория, Австралия, с семьёй Патрика в 1884 году. Его дед по отцовской линии был пастором Свободной Церкви Шотландии, а его дед по материнской линии был пастором пресвитерианской церкви.
В 1887 году семья переехала из западной части Мельбурна в пригород Камберуэлл. Закончив сначала недолго существовавшую школу, управлявшуюся его дядей, Кит поступил в местную гимназию, где, несмотря на свою застенчивость и заикание, стал одним из лучших учеников. После окончания школы он решил не поступать в университет, решив попробовать свои силы в журналистике; друг его семьи Дэвид Сэм из издания «The Age» согласился нанять его журналистом для работы в Малверне (районе Мельбурна). В течение следующих четырёх лет Мёрдок много работал и всегда хотел создать собственную газету в Мельбурне. Таким образом, он упорно трудился, чтобы заработать деньги для основания газеты; благодаря его статьям тираж «The Age» вырос, и он смог накопить достаточное количество средств. В 1908 году на скопленные деньги он отправился в Лондон для лечения заикания, некоторое время учился в Лондонской школе экономики и политических наук и пытался найти работу журналиста в Англии. В 1909 году он работал в издании «Pall Mall Gazette». После возвращения в Австралию он укрепил отношения своей семьи с рядом политиков, в том числе с Эндрю Фишером.
В 1912 году он стал политическим обозревателем газеты «Sydney Sun» в Мельбурне, в обязанности которого входило брать интервью у политиков, а в 1915 году был назначен её главным редактором. В 1922 году благодаря его усилиям тираж газеты увеличился на 50 %; в 1928 году он стал генеральным директором газеты, ставшей к тому времени одной из самых популярных в Австралии. К этому же времени он имел репутацию одного из самых авторитетных людей в мире австралийской прессы.
С 1926 года Мёрдок начал активно бороться с конкурирующими изданиями путём их покупки или взятия над ними контроля. В 1931 году он перешёл к более активным действиям, купив несколько конкурентов в Аделаиде, приобрёл «Daily Mail» и конкурирующую газету «Courier». Основанная в 1935 году он основал австралийскую «Associated Press Limited». Обладая несколькими медийными компаниями, Мёрдок начал вмешиваться в политику, всячески помогая политическим противникам Австралийской лейбористской партии.
Умер от сердечного приступа в 1952 году в возрасте 67 лет. Его бизнес был унаследован его сыном, Рупертом Мёрдоком.